# Ihor Reizlin
Ihor Reizlin (em ucraniano:  Ігор Дмитрович Рейзлін; Bender, 7 de dezembro de 1984) é um esgrimista ucraniano, medalhista olímpico.

## Carreira
Reizlin conquistou a medalha de bronze nos Jogos Olímpicos de Verão de 2020 em Tóquio, após derrotar o italiano Andrea Santarelli por 15–12 na disputa de espada individual.